# Британская почта на острове Лонг-Айленд
Британская почта на острове Лонг-Айленд — почтовая служба, созданная военной администрацией Великобритании в 1916 году на оккупированном в Первую мировую войну острове Лонг-Айленд (англ. Long Island), который принадлежал Османской империи. Существуют почтовые марки, изготовленные этой администрацией.

## Организация почты
Турецкий остров Лонг-Айленд, ранее называвшийся Честан (Chustan Island; в настоящее время Узунада), расположен в Измирском заливе и входит в состав современного города Измир (в прошлом Смирна).
|                                                                            |
| Измирский залив и набережная Смирны в начале XX века на греческой открытке |

В мае 1916 года Лонг-Айленд был временно оккупирован английскими войсками, которые и дали острову новое название. Организованная там британская военная почтовая связь действовала в течение короткого времени.

## Выпуски почтовых марок

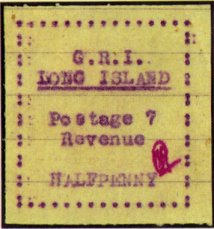
Напечатанная на пишущей машинке британская марка для оккупированного острова, Османская империя, второй выпуск, 1916

Во время оккупации острова, в период между 7 и 26 мая 1916 года, были эмитированы местные марки двух типов.

### Первый выпуск
Согласно распоряжению местного администратора Пири Гордона, на трёх гербовых марках Турции была выполнена надпечатка нового номинала в британской валюте и английского текста «G. R. I. Postage», обозначавшего «Почтовый сбор» и аббревиатуру «Георг король и император». В филателии подобные марки относят к почтово-гербовым[≡].

### Второй выпуск
Вскоре на пишущей машинке были отпечатаны марки ещё одного вида, которые впоследствии были отвергнуты британскими почтовыми властями. Они были сделаны чёрным, синим, розовато-лиловым и красным шрифтом на бумаге зелёного цвета и имели те же надписи, что и надпечатанные марки первого выпуска.

## Легитимность
Лондонский почтамт не признал эти выпуски официальными, поэтому корреспонденция, ими франкированная, подлежала дополнительной оплате. Современный статус этих марок также под вопросом, так как в британской армии подразумевалась бесплатная пересылка почтовых отправлений.